# Olli Mustonen
Olli Mustonen (Vantaa, Finlandia, 7 de junio de 1967) es un pianista, director de orquesta y compositor finlandés.

## Biografía
Mustonen estudió clavecín y piano desde la edad de cinco años con Ralf Gothóni y, a continuación con Eero Heinonen. Estudió composición con el prestigioso Einojuhani Rautavaara a partir de 1975, y en 1987 ganó las Audiciones para Jóvenes Concertistas Internacionales, lo que le llevó a hacer un recital de debut en el Carnegie Hall de Nueva York
En disco su debut como solista de piano fue la grabación para Decca, de los ciclos de preludios de Shostakovich y Charles-Valentin Alkan, que ganó los premios Gramófono y Édison. Además de para la Decca, también ha realizado grabaciones para la RCA y Ondine, en particular de las obras de Beethoven y de varios modernos compositores rusos. Mustonen ha actuado con numerosas e importantes orquestas internacionales y es considerado como "uno de los más conocidos pianistas de su generación".
Ha sido director artístico del Festival de Música de Korsholm en 1988 y del Festival de Música de Turku de 1990-1992. Es el cofundador y director de la Orquesta del Festival de Helsinki, y desde 2003 ha actuado con la orquesta de cámara, Tapiola Sinfonietta.
Interpretó el estreno mundial del Concierto para Piano y orquesta Nº 5 ("Cuatro Canciones rusas", 1998) de Rodion Shchedrin, el cual fue dedicado a él, con Esa-Pekka Salonen y la Filarmónica de Los Ángeles, el 11 de octubre de 1999.
Como compositor, su obra muestra una gran "predilección por el contrapunto, entrelazando composiciones y obras del siglo XX con ideas de los siglos XVII y XVIII (por ejemplo, los arreglos de Bach por Ferruccio Busoni y los ciclos de preludios y fugas de Paul Hindemith o Shostakovich)".

## Grabaciones
- Stravinsky: The works for violin and piano (Isabelle van Keulen, violin) - Philips Records (1987/1988)
- A Portrait of Olli Mustonen [as composer and pianist]: Fantasy for Piano and Orchestra (Ostrobothnian Chamber Orchestra/Juha Kangas); Six Bagatelles for Piano; Three Preludes for Piano; Ballade for Piano; On all Fours for Piano Four Hands (Raija Kerppo, hands 3 and 4); Three Simple Pieces for Cello and Piano (Martti Rousi, cello); Gavotte for Piano; Two Meditations for Piano; Toccata for Piano, String Quartet and Double Bass (Orion String Quartet; Esko Laine, double bass) - Finlandia Records (1989/1990)
- Shostakovich: 24 Preludes, op.34; Charles-Valentin Alkan: 25 Preludes, op.31 - London Records (1991)[4]
- Músorgski: Pictures at an Exhibition; Tchaikovsky: Children's Album; Balakirev: Islamey - Decca Records (1993)
- Beethoven: Piano variations WoO 69, op.76, WoO 79, WoO 78, WoO 80, WoO 70, op.35, WoO 71 - Decca Records (1994)
- Stravinsky: Piano Concerto; Capriccio; Movements for Piano & Orchestra (Vladimir Ashkenazy, conductor; Deutscher-Symphonie-Orchester Berlin) - London Records (1994)
- Beethoven: Piano Concerto, op.61a after the Violin Concerto; Bach: Piano Concerto BWV 1054 (Deutsche Kammerphilharmonie/Jukka-Pekka Saraste) - Decca Records (1994)
- Prokófiev: Violin Sonatas 1 & 2, Music for Violin and Piano (Joshua Bell, violin) - Decca Records (1995)
- Grieg: Piano Concerto; Chopin: Piano Concerto No. 1 (San Francisco Symphony Orchestra/Herbert Blomstedt) - Decca Records (1996)
- Janáček/Shostakovich/Prokófiev: Works For Cello & Piano (Steven Isserlis, cello) - RCA Red Seal (1996)
- Prokófiev: Visions fugitives; Hindemith: Ludus tonalis - Decca Records (1996)
- Beethoven: Airs and variations, op.105; Ländler, WoO 11; Variations, WoO 77; Rondo, op.51/1; Variations, WoO 68; Minuet, WoO 82; Ecossaises, WoO 83; Bagatelles, op.126; Allegretto, WoO 61 - London Records (1996)
- Bach: 12 Preludes & Fugues from The Well-Tempered Clavier, Book 1; Shostakovich: 12 of 24 Preludes & Fugues, Op. 87 - RCA Red Seal (1999)
- Beethoven: Diabelli Variations - RCA Red Seal (1999)
- Messiaen: Quatuor pour la fin du temps; Shostakovich: Piano Trio No. 2 (Michael Collins, clarinet; Joshua Bell, violin; Steven Isserlis, cello) - Decca Records (2000)
- Prokófiev: Piano Concerto No. 3 (City of Birmingham Symphony Orchestra/Sakari Oramo) - Image Entertainment DVD (2000)[5]
- Shchedrin: Cello Concerto, Seagull Suite (Helsinki Philharmonic Orchestra; Olli Mustonen, conductor) - Ondine Records (2001)
- Olli Mustonen: Triple Concerto; Petite Suite; Nonets Nos. 1 & 2 (Tapiola Sinfonietta; Olli Mustonen, conductor) - Ondine Records (2001)
- Mustonen plays Sibelius: Pieces, Op. 58; Jääkärien marssi, op.91a; Pieces, op.76; Rondinos, op.68; Bagatelles, op.34 - Ondine Records (2003)
- Sibelius: Symphony No. 3; Hindemith: The Four Temperaments (Helsinki Festival Orchestra; Olli Mustonen, conductor) - Ondine Records (2003)
- Mozart: Violin Concertos 3, 4 & 5 (Tapiola Sinfonietta; Pekka Kuusisto, violin; Olli Mustonen, conductor) - Ondine Records (2003)
- Bach & Shostakovich: Preludes & Fugues Vol.2 [completes the collections began in the 1999 recording] - Ondine Records (2004)
- Prokófiev: Cinderella Suite, Music for Children - Ondine Records (2006)
- Rachmaninoff: Piano Sonata No. 1; Tchaikovsky: The Seasons - Ondine Records (2006)
- Beethoven: Piano Concertos 1 & 2 (Tapiola Sinfonietta; Olli Mustonen, piano & conductor) - Ondine Records (2007)
- Beethoven: Piano Concerto No. 3 & Piano Concerto, op.61a (Tapiola Sinfonietta; Olli Mustonen, piano & conductor) - Ondine Records (2007)
- Beethoven: Piano Concertos 4 & 5 (Tapiola Sinfonietta; Olli Mustonen, piano & conductor) - Ondine Records (2009)
- Respighi: Concerto in modo misolydio (Finnish Radio Symphony Orchestra/Sakari Oramo) - Ondine Records (2010)
- Scriabin: 12 Etudes, Op. 8, 6 Preludes, Op. 13, 5 Preludes, Op. 16, Piano Sonata No. 10, Op. 70, Vers la flamme (Poème), Op. 72 - Ondine Records (2012)

## Composiciones
Para obtener una lista completa, consulte el enlace externo del Centro de Información de la Música finlandesa.
- Divertimento (1979) para piano y orquesta
- Fantasía (1985) para piano y cuerdas
- Tocata (1989) para piano, cuarteto de cuerdas y contrabajo
- Dos Nonetos (1995, 2000) para dos cuartetos de cuerdas y contrabajo
- Concierto para Tres Violines (1998)
- Sinuhe - sonata para solo de oboe (2005-2006)
- Jehkin Iivana - sonata para guitarra (2004) o piano (2006)
- Sonata para violonchelo y piano (2006)
- Sinfonía N.º 1 Tuuri (2012) para barítono y orquesta

Su estilo de composición combina elementos de los idiomas neo-clásico, neo-barroco y romántico, y también ha utilizado patrones minimalista: "Los ecos barrocos de obras de Stravinsky como Pulcinella o el estilismo de Martinů o Ottorino Respighi; estos elementos dominan los movimientos rápidos, mientras que los movimientos lentos son enfáticamente románticos.'